# Stirling, Alberta
Stirling är en ort i Kanada.   Den ligger i provinsen Alberta, i den södra delen av landet, 2 800 km väster om huvudstaden Ottawa. Stirling ligger 934 meter över havet och antalet invånare är 1 090. Den ligger vid sjön Stirling Lake.
Terrängen runt Stirling är platt. Trakten runt Stirling är nära nog obefolkad, med mindre än två invånare per kvadratkilometer.. Närmaste större samhälle är Raymond, 11,1 km sydväst om Stirling.
Trakten runt Stirling består till största delen av jordbruksmark.